# 女权主义法学
女性主义法学理论，也被称为女性主义法学，认为法律是女人在历史上从属关系的基础。该法律哲学建立在性別平等于政治、经济和社会不平等基础上，是法学与理論相结合的产物。
女权主义法学试图解释法律在女性以前的从属地位中发挥作用的方式。其次，女性主义法律理论致力于通过重新制定法律及其对性别的态度来改变妇女的地位。
这是对美国法律的批判，旨在改变对待女性的方式，以及法官如何应用法律，使女性保持与多年前相同的地位。在这一领域工作的妇女认为，基于性别陈旧观念，法律将妇女置于低于男性的社会地位，法官依靠陈规定型观念做出决定。
这场运动起源于1960年代和1970年代，目的是透過挑战基于性别区分的法律来实现妇女平等。
如今，女性主义法律理论家透过采用各种方法来理解和解决法律如何导致性别不平等，从而将他们的工作扩展到公开歧视之外。

## 历史
女性主义法学一词的首次已知使用是在20世纪70年代末，安妮·斯卡尔斯（Anne Scales）在规划第25届庆典期间，该庆典是1978年为庆祝第一位女性从哈佛法学院毕业25周年而举行的聚会和会议。该术语于7年首次发表在哈佛大学《妇女法杂志》第一期上。这种对美国法律的女权主义批评是为了回应这样一个事实，即法律制度是父权制的，优先考虑性别。
1984年，玛莎·芬曼（Martha Feynman）在威斯康星大学法学院创立了女权主义和法律理论项目，以探索女权主义理论、实践和法律之间的关系，这对女权主义法律理论的发展起到了重要作用。
女性主义法律理论的基础是由那些挑战现有法律的女性奠定的，这些法律旨在将女性留在各自的家中。这场新运动的一个驱动力是妇女需要开始在经济上独立。
从事法律工作的妇女开始更多地关注这一想法，并开始致力于实现生育自由，停止法律和劳动力中的性别歧视，以及停止允许性虐待。

## 主要方法
女权主义法学的一些方法是：
- 自由平等模式；
- 性差異模式；
- 宰制論模式；
- 反本质主义模式；
- 后现代模式。

每一种模式都对妇女出于从属地位的法律机制提供了不同的看法，并且为解决性别问题提供了独特的方法。

### 自由平等模式
进一步信息：自由主義女性主義
自由平等模式在自由主义法律典範中运作，通常包含自由主义价值观和基于权利的法律方法，尽管它与自由主义框架在实践中的运作方式相矛盾。
这一模式侧重于确保妇女获得真正的平等，无论种族、性傾向和性别，而不是传统自由主义框架中通常给予她们的名义上的平等，并试图通过将自由主义价值观更彻底地应用于妇女的经历或修订自由主义类别以考虑性别。

### 性差異論模式
性差异論模式强调了性別歧視的重要性，认为这种歧视不应被法律所掩盖，而应被法律考虑在内。只有考虑到差异，法律才能为妇女的处境提供充分的补救，而妇女的处境实际上与男子的处境不同。差异模型表明，男女之间的差异使一个性别处于不利地位；因此，法律应该补偿男女之间的差异和劣势。男女之间的这些差异可能是生理上或文化上造成的。
差异論模型直接与对称模式相矛盾，对称模式采用女性应与男性相同的主张。对于女性主义的对称性来说，利用女性的差异来试图获得更多的权利是无效的，这些网站强调女性的特征，这在历史上使她们远离实现与男性的平等。

### 宰制論模式
宰制論模式拒絕自由女性主義，並將法律制度視為延續男性宰制的工具。透過認識法律的基礎，學者可以構想出女人和邊緣化社群在許多結構中並未被採納，這些結構限制了她們在生活各個領域的平等權利。宰制論者也拒絕差異論模式，因為該模式以男性標準作為平等的標準。雖然自由平等模式和差異論旨在實現女性與男性的平等，但宰制論模式的最終目標是將女人從男性宰制中解放出來。宰制論者認為，性別不平等是男女之間權力不平衡的結果，法律對女人的從屬地位中起到了推波助瀾的作用。該理論與某些批判法律理論的分支相呼應，後者同樣認為法律有可能成為壓迫的工具。宰制論主要關注男性對女性的宰制，但也討論了其他受壓迫的群體，如跨性別者通常無法獲得法律援助，而白人女性相比於少數族裔群體更容易獲得良好的法律代表。
在凱瑟琳·麥金儂的宰制論中，性意識是宰制的核心。麥金儂主張，女人的性意識根植於男性宰制的社會建構，男人對女人的性宰制是女性整體社會從屬地位的主要來源。根據麥金儂的觀點，法律制度透過以男性標準來制定關於女人的法律，進一步延續了男女之間的不平等。
此外，麥金儂進一步將她的宰制論模式女性主義法律理論應用於跨性別性平等問題。她批判了自由意志主義的「文本和字面解釋方法」，認為其加劇了女同志、男同志以及跨性別男性和女性所面臨的歧視，而不是消除這些歧視。麥金儂也指出，自由主義的反刻板印象方法只對那些不符合刻板印象但仍符合主流標準的人有利，而對於那些因符合從屬地位刻板印象而遭受歧視的人則無濟於事。她主張，只有採納受她的宰制論模式所啟發的實質平等方法，並專注於由性化厭女驅動的性別階層制度，才能真正解決多元交織性問題，最終使所有女人受益。

### 反本质主义模式
反本质主义女权主义法律理论是20世纪80年代由有色人种女性和女同性恋者创立的，她们认为女权主义法律学说排斥了她们的观点和经历。对女权主义者的反本质主义和交叉主义批评反对任何普遍的女性声音，并批评女权主义者和黑人女权主义一样，含蓄地将其工作建立在白人、中产阶级和异性恋女性的经历之上。

### 后现代主义
后现代女权主义法律理论家拒绝接受自由平等的女性和男性一样的观点，也拒绝接受差异论的女性与男性本质上不同的观点。这是因为他们不相信单一的真理，而是将真理视为基于经验和视角的多重真理。后现代阵营的女权主义者使用了一种被称为解构的方法，他们通过观察法律来发现法律中隐藏的偏见。后现代女权主义者用解构来证明法律不应该是不可改变的，因为它们是由有偏见的人创造的，因此可能会助长女性压迫。

## 享乐主义法学
女权主义法学理论提出了一种新的观点，即使用享乐法学来表明，女性遭受袭击和强奸的经历是法律的产物，这些法律将她们视为不如男性人性，赋予她们的权利也不如男性。有了这一点，女权主义法律理论家们认为，给定的例子不仅是对可能场景的描述，而且是实际发生的事件的标志。

## 对司法裁决的影响
女权主义法律推理最常见的形式是将案件放在更广泛的涉案人员经历背景下，或者放在另一个更广泛的背景下，这可能涉及对涉案女性表示同情。法官们还考虑了判决对弱势群体的影响，对性别偏见提出质疑，并对历史上的不公正现象发表评论。一些女权主义事实作为常识进入法庭推理，女权主义学者被提及。

## 著名学者
- Mary Joe Frug（英语：Mary Joe Frug）
- 凯瑟琳·麦金侬
- Mary Joe Frug（英语：Mary Joe Frug）
- Mari Matsuda（英语：Mari Matsuda）
- Martha Fineman（英语：Martha Fineman）
- Kimberlé Crenshaw（英语：Kimberlé Crenshaw）
- Dean Spade（英语：Dean Spade）
- Kimberlé Crenshaw（英语：Kimberlé Crenshaw）
- Robin West（英语：Robin West）
- Ann Scales（英语：Ann Scales）

## 参阅
- 批判性种族理论
- 女性主义政治理论
- 性别主流化
- 法律界的妇女（英语：Feminist legal theory）
- 法律哲学中的女性主义干预（英语：Feminist interventions in the philosophy of law）